# Tachovský úl
Tachovský úl byl zaveden kolem roku 1965 ve Státním statku Tachov. Základem úlu je univerzální uteplený nástavek na devět rámků míry 39×24 cm, případně za použití polonástavků mohou být použity i rámky s rozměry 39×17 cm. Tuto, (tedy 39×24 cm) tzv. Adamcovu rámkovou míru používá většina českých včelařů což umožnilo tachovské včelí farmě vyrábět včelařský materiál a pomůcky i pro širokou veřejnost. Dna tohoto typu úlu bývají vyráběné ze dřeva a nemají šuplík.
V době silné izolovanosti Československa nebyla Adamcova rámková míra špatnou volbou.
Univerzální tachovský nástavek může být bez úprav použit v plodišti nebo jako medník. I ostatní díly úlu: dna, stropy, mřížky, krmítka, byly používány jako stavebnice. Což se výrazně projevilo při tzv. tachovském způsobu včelaření. 
Státní statek Tachov provozoval s tachovskými úly rozsáhlé včelařské kočování k plodinám a do lesů za medovicovou snůškou. Jeden pracovník byl schopen při návštěvě stanoviště obsloužit čtyřicet úlů. Praktické zkušenosti tachovského včelaření byly posléze publikovány a velmi pozitivně ovlivnily způsob včelaření českých včelařů.